# Red de Bibliotecas de Huarochirí
La Red de Bibliotecas Públicas de Huarochirí-Julio C. Tello (BPH) conocida como Red de Bibliotecas de Huarochirí realiza la función de voluntariado comunitario en la promoción del libro, la lectura, la poesía, la escritura, entre otros, en la provincia de Huarochirí, en Perú. Fue fundado el 14 de noviembre de 2018, en el distrito de Antioquía, en el pueblo de Sisicaya, conocido como el pueblo de mitos y leyendas, mencionado en el libro Tradiciones peruanas de Ricardo Palma. El director es el escritor y periodista Yunior Lavado Saavedra.
En 2023 se realizó una feria gastronómica y el pintado de murales artísticos en el complejo deportivo El Valle del anexo 22. Este evento fue organizado por la Red BPH y el colectivo Siempre Vivas, en el marco del I Festival Provincial de Cultura Viva Comunitaria de Huarochirí.

## Galería

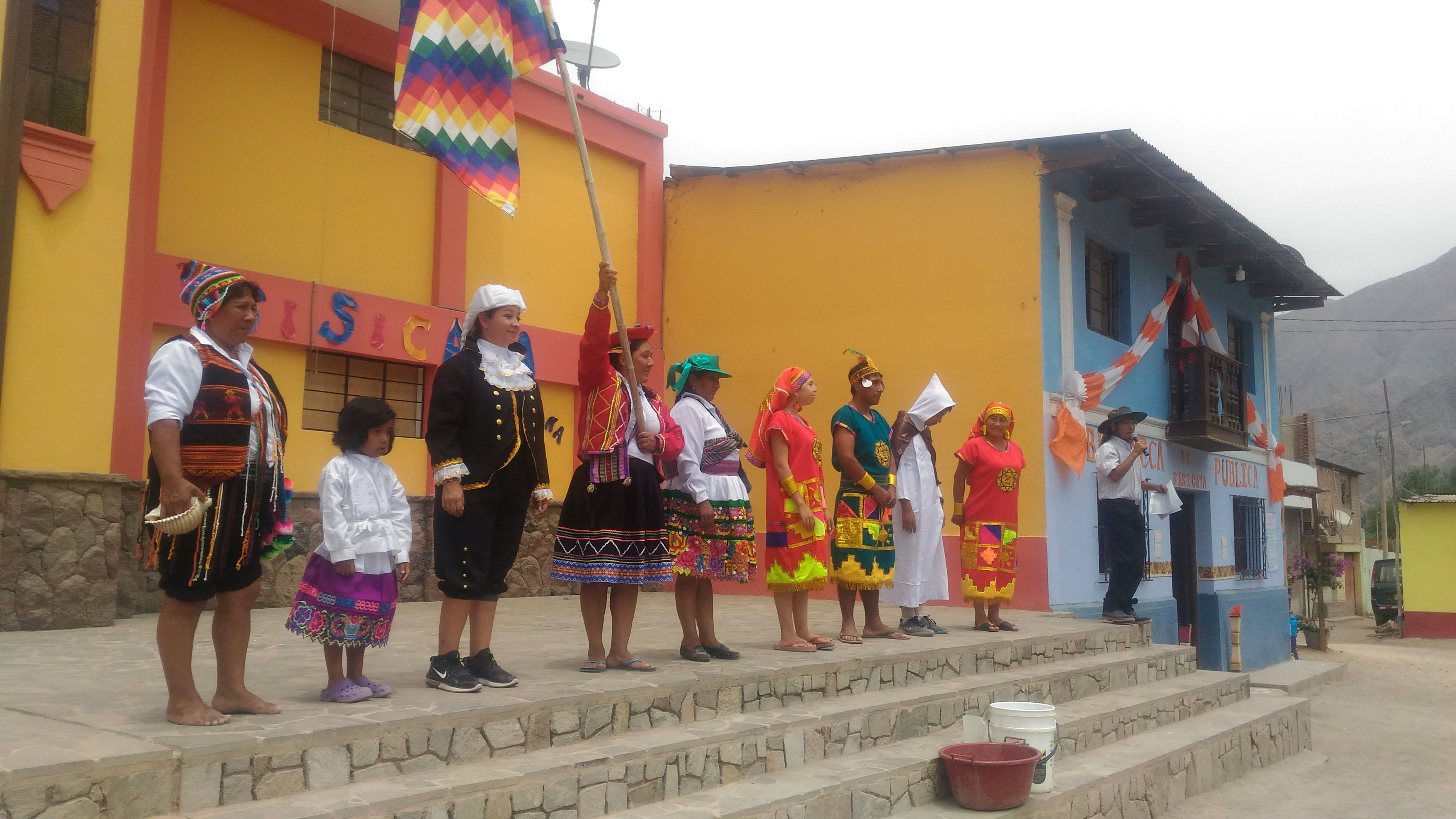
Teatro en Sisicaya, Huarochirí
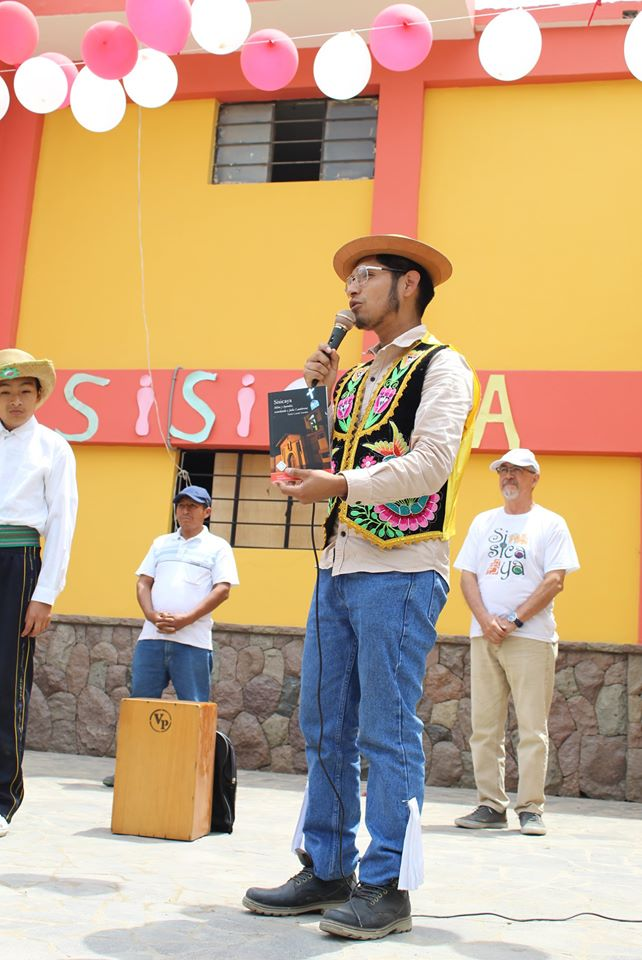
Presentación del libro en Sisicaya